# 11946 Бейль
11946 Бейль (11946 Bayle) — астероїд головного поясу, відкритий 15 серпня 1993 року.
Тіссеранів параметр щодо Юпітера — 3,190.